# Pic de Contraix
El Pic de Contraix és una muntanya que es troba en el terme municipal de la Vall de Boí, a la comarca de l'Alta Ribagorça, i dins del Parc Nacional d'Aigüestortes i Estany de Sant Maurici.

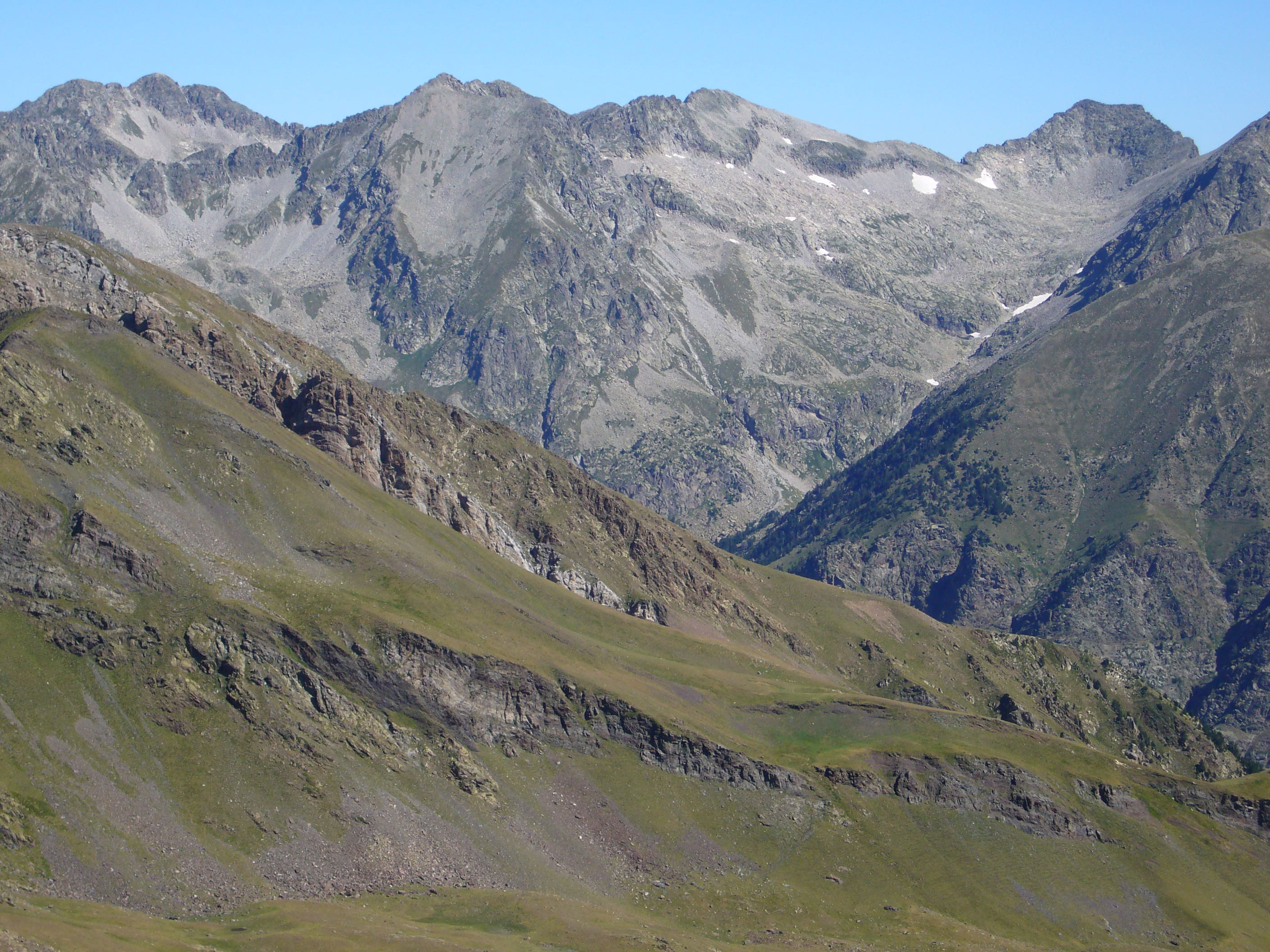
La Vall de Sarradé des del Tuc de Carants (Imatge amb anotacions)

El pic, de 2.958,0 metres, s'alça en el punt d'intersecció de les carenes que delimiten la Vall de Colieto (NO), la Vall de Sarradé (S) i la Vall de Contraix (E); amb el Coll de Colieto al sud-oest, el Coll de Sarradé al sud-sud-est i el Collet de Contraix al nord-est.
Aquest cim està inclòs al llistat dels 100 cims de la FEEC
Per la seva situació, aquest cim és un gran mirador que domina les tres valls que l'envolten.

## Rutes[3]
Les dues rutes més habituals coincideixen amb els dos trams de l'etapa de la travessa Carros de Foc que uneix els dos refugis:
- Des del Refugi Joan Ventosa i Calvell, per la Vall de Colieto i Collet de Contraix.
- Des del Refugi d'Estany Llong, per la Vall de Contraix i Collet de Contraix.